# Аль-Джавалики
Абу́ Мансу́р Мау́хуб аль-Джавали́ки (араб. موحب الجواليقي‎; 1073, Багдад — 1144, Багдад) — арабский грамматист и филолог, преподаватель багдадской Низамии, прославился своим почерком. В конце жизни исполнял обязанности имама у халифа аль-Мустакфи. Самым известным его трудом является «Китаб аль-Му’арраб».

## Биография
Аль-Джавалики родился в 1073 году в Багдаде. Обучался у Хатиба Тебризи. Занимался преподавательской деятельностью в Багдадской Низамии, основанном Низам аль-Мульком. Автор непримечательного учебника по синтаксису, комментария к книге аль-Харири «Макамат», грамматики в стихах, книги об языковых ошибках и первого арабского словаря иностранных слов «Китаб аль-Му’арраб» («Объяснение иностранных слов, используемых в арабском языке»), в котором он с большой точностью устанавливает этимологию некоторых слов заимствованных из арамейского и персидского языка.

## Ученики
- Абу Са‘д ас-Сам‘ани
- Абуль-Баракат Абдуррахман ибн аль-Анбари
- Абуль-Фарадж ибн аль-Джаузи
- Тадж ад-Дин Абуль-Йаман Зейд ибн аль-Хасан аль-Кинди аль-Багдади